# Der Partyschreck
Der Partyschreck ist eine US-amerikanische Filmkomödie von Blake Edwards aus dem Jahr 1968.

## Handlung
Hrundi V. Bakshi, ein indischer Gastdarsteller, hat in Hollywood ein Engagement in einem Abenteuerfilm im Gunga-Din-Stil bekommen. Er vermasselt jedoch Szene um Szene, entweder durch sein eigenmächtiges Spielen (ein Signaltrompeter, der einfach nicht totzukriegen ist) oder er vergisst, seine Armbanduhr abzunehmen. Zu guter Letzt sprengt er durch seine Tollpatschigkeit die Kulisse in die Luft, ehe die Kameras laufen.
Der Regisseur ist außer sich vor Wut. Man ruft den Filmstudioboss Fred Clutterbuck an, um Hrundi auf die „schwarze Liste“ setzen zu lassen, damit dieser nie wieder in Hollywood arbeiten kann. Der Studioboss notiert den Namen des Saboteurs und verlässt sein Büro. Seine Sekretärin fragt noch nach der Gästeliste für seine bevorstehende Party; diese liegt auf dem Schreibtisch. Da Clutterbuck Hrundis Namen versehentlich auf der Gästeliste und nicht, wie angenommen, auf einer leeren Seite notiert hat, schickt die Sekretärin nichtsahnend auch an Hrundi eine Einladung für die große Party im extravaganten Haus des Studiobosses in Beverly Hills.
Die Villa ist im modernsten Stil mit allen Raffinessen zeitgemäßer Technik gebaut und bietet für Hrundi viele „Fallen“. Bereits bei seiner Ankunft verliert er in einem künstlichen Bächlein einen seiner Schuhe, als er versucht, diesen zu reinigen. Mit seinen Bemühungen, den Schuh wiederzuerlangen, sorgt er für die ersten Irritationen bei Gästen und Hauspersonal.
Hrundi versucht dann, Anschluss bei den Gästen zu finden, was ihm aber nicht gelingt. Erst der Western-Schauspieler „Wyoming Bill“ Kelso, den Hrundi verehrt, gibt ihm ein Autogramm und bietet ihm die Gelegenheit zu erstem Smalltalk.
Dem hauseigenen Papagei leistet Hrundi mit einer Fütterungseinlage Gesellschaft. Dann macht er sich an den technischen Spielereien des Hauses zu schaffen: Er gackert über die Gegensprechanlage und fährt zum Unmut der daran Sitzenden die mechanische Bar ein.
Dann trifft er auf das Starlet Michele, das vom Produzenten C.S. Divot begleitet und in die Szene eingeführt wird. Hrundi und Michele schließen auf Anhieb Freundschaft, werden jedoch immer wieder durch andere Personen auseinandergerissen.
Schließlich wird das Dinner serviert, das sehr turbulent verläuft – nicht nur, weil einer der Kellner sturzbetrunken ist.
Nach dem Essen stellt der Produzent Michele dem Publikum vor, indem er sie ein Lied singen lässt. Mittlerweile muss Hrundi dringend auf die Toilette, und weil das WC im Erdgeschoss permanent besetzt ist, sucht er eines im Obergeschoss. Dort kann er gerade noch verhindern, dass der Produzent Michele gegen deren Willen zu nahe kommt. Als das Schlafzimmer frei ist und Hrundi Zugang zum angeschlossenen Badezimmer hat, wird ihm die Toilette zum Verhängnis: Erst kann er die Spülung nicht mehr abstellen, dann fällt ihm ein Aquarell in den Spülkasten, der wegen seiner Reparaturversuche geöffnet ist. Als er versucht, das Bild zu reinigen, rollt er mit einem Ruck das gesamte Klopapier ab. Dieses entsorgt er im WC und verursacht schließlich eine Überflutung, da ein Teil des zerbrochenen Spülkastendeckels die Spülung wieder in Gang gesetzt hat. Um seiner Entdeckung zu entkommen, flieht er auf das Dach zum Innenhof, von welchem er abstürzt und im Pool landet.
Da er nicht schwimmen kann, stürzt sich Michele ebenfalls ins Wasser, um ihn zu retten. Beide werden klitschnass im Obergeschoss untergebracht. Zuvor ist Hrundi noch ein Drink eingeflößt worden. Da er keinen Alkohol verträgt, ist er nach dem einen Glas bereits sturzbetrunken. Im Schlafzimmer bekommt er einen roten Overall als behelfsmäßige Kleidung. Als es ihm wieder ein wenig besser geht, findet er die weinende Michele, die er tröstet. Plötzlich steht der wütende Produzent im Zimmer und stellt Michele vor die Wahl, mit ihm zu kommen oder zu bleiben. Michele lässt den Produzenten ziehen und bleibt mit Hrundi auf der Party. Als auch sie frische Kleidung erhalten hat, stürzen sich beide wieder ins bunte Treiben.
Mittlerweile ist eine russische Balalaika-Truppe eingetroffen. Es wird wild musiziert und getanzt, der Wodka fließt in Strömen. Als Hrundi an der Schalttafel die Bar erscheinen lassen möchte, lässt er stattdessen eine Plattform verschwinden, wodurch ein Teil der Gäste in den Swimmingpool stürzt.
Die Lage spitzt sich noch mehr zu, als die Tochter der Clutterbucks mit ihren Freunden und einem bemalten Baby-Elefanten auf der Party auftaucht. Hrundi überzeugt sie, den Elefanten zu säubern, da das Tier in seiner Heimat ein heiliges Symbol sei. Daher werden Bürsten, Besen, Eimer und Waschmittel geholt. Nun ist das Chaos perfekt: Der Pool, in dem der Elefant gereinigt wird, schäumt über, die Gäste stürzen in den Pool, die Hausherrin bekommt mehrere Schwächeanfälle und fällt ebenfalls mehrfach in den Pool. Mittlerweile hat sich das ganze Haus in ein Schaumbad verwandelt.
Produzent Divot, der zu Hause schon geschlafen hat, kann sich plötzlich wieder erinnern, wer der ominöse Fremde auf der Party war: Bakshi! Am nächsten Morgen eilt er zurück zu dem Haus; dort sind mittlerweile Rettungsdienste und Polizei eingetroffen. Hrundi verabschiedet sich vom Hausherrn, als Divot eintrifft, der dem Studioboss ins Ohr flüstert, wer sein Gast ist. Hrundi macht sich aus dem Staub, und der Studioboss will versehentlich den Oberkellner würgen, wird aber von Divot und der Polizei daran gehindert.
Hrundi verlässt zusammen mit Michele das Haus, er bekommt noch den Cowboyhut von „Wyoming Bill“ Kelso. Er bringt Michele nach Hause, und es scheint sich eine Romanze zwischen den beiden anzubahnen.

## Hintergründe
Die Komödie zeichnet sich vor allem durch ein Feuerwerk von Slapsticks von Blake Edwards und seinem Freund Peter Sellers aus. Der Partyschreck war der erste Film, der parallel zur Panavision-Filmtechnik auch auf Video aufgenommen wurde. Die Technik dafür steckte 1968 noch so sehr in den Anfängen, dass sie in einen riesigen Truck eingebaut wurde, der auf einem Nachbargrundstück mit eigenem Starkstrom betrieben werden musste. Die Technik hielten Edwards und Sellers für notwendig, damit sie ihre improvisierten Gags sofort ansehen und weiterentwickeln konnten. Man hätte sonst zwei Tage warten müssen, bis das Filmmaterial entwickelt gewesen wäre.
Die Filmproduktionsfirma Mirisch Corporation produzierte die Komödie für den Filmverleih United Artists.

## Kritiken
„Eine moderne Slapstick-Komödie […] Blake Edwards' bester Film, getragen von stilistischer Sicherheit“

„Ein turbulenter Filmspaß mit listig ausgetüftelten und raffiniert aufgebauten und variierten Gags, frechen Seitenhieben auf das Filmgeschäft und skurrilen Nebenfiguren. Der unterhaltsame Film bedient sich bewußt großer Vorbilder wie Laurel und Hardy, Harold Lloyd (in "Filmverrückt") und Jacques Tati (in "Mein Onkel"). Hervorragend der Hauptdarsteller Peter Sellers.“

„‚Der Partyschreck‘ steht und fällt mit Peter Sellers: Er ist 94 Minuten lang der unbestrittene Star in einem Film, der in erster Linie eine durch eine Rahmenhandlung lose miteinander verknüpfte Abfolge von Sketchen und in zweiter Linie eine mit teils recht bissigen Seitenhieben gespickte Persiflage auf die Gepflogenheiten des Show Business à la Hollywood ist. Jacques Tatis Die Ferien des Monsieur Hulot klingen an, beizeiten fühlt man sich an den visuellen Humor einiger der Sketche Loriots erinnert.“

„Man merkt es erst auf den zweiten Blick, weil der Film so gut als Comedy funktioniert. Doch Blake Edwards' Der Partyschreck ist einer der wenigen echten Experimentalfilme aus Hollywood. Eine Studie der Auflösung, ein Happening der Destruktion aus dem Geiste des Slapstick, von Edwards in Szene gesetzt als gewagte Bild- und Toncollage, als Selbstreflexion auch über Hollywood und das Filmemachen. [...] Und man spürt bei den melancholischen Klängen von Henry Mancinis Musik, dass Edwards' wunderbare Comedy ihre Basis im Melodram und in der Tragödie hat.“

## Trivia
- Die Liste der einzuladenden Partygäste, die kurz zu sehen ist, als sie von der Sekretärin des Gastgebers von dessen Schreibtisch geholt wurde, verzeichnet:

Mr. C. S. Divot :   1742 El Chollo Drive?

Miss Michele Monet  :   43 Rialito Beach Road, Malibu

Congressman & Mrs. L. R. Dunphy :   13472 Beaulieu, Brentwood

Mr. Ronald Smith    :   3803 Tintagel, Beverly Hills

Miss Stella D'Angelo    :   78 Old Bath Court, Westwood

Mr. Gore Pontoon    :   912 Zapata Avenue, Beverly Hills

Miss Wiggy Bristol  :   3216 Willoma Street, Santa Monica

Miss June Warren    :   629 Brindisi Avenue, Pacific Palisades

Mr. William Kelso   :   7 Pallas Circle, Thousand Oaks

Mr. Bernard Stein   :   9881 Frome Avenue, Beverly Hills

H.R.H. Princess Helena  :   9310 Macheath, Los Angeles

Mr. & Mrs. Davey Kane   :   26100 Dover Hills, Encino

(Hrundi V. Bakshi)
- Das Originalscript war nur 56 bis 60 Seiten lang. Blake Edwards meinte später, dies sei das kürzeste Script gewesen, nach dem er je gearbeitet habe.
- Der Großteil der Gags wurde während der Dreharbeiten improvisiert.
- Der Film war die einzige Zusammenarbeit von Sellers und Edwards außerhalb der Pink-Panther-Filme.
- Die Rolle des Hrundi V. Bakshi ähnelt Sellers’ Rolle in Die Millionärin als Dr. Ahmed El Kabir.
- Während Hrundi im Obergeschoss mit der Toilette kämpft, hört man im Hintergrund die Band das Musikstück It Had Better Be Tonight (Meglio Stasera) aus Der rosarote Panther spielen.
- In Fluch der Karibik erwähnt Jack Sparrow birdy num num (Vogel happi happi) und howdy partner in den Höhlen der Isla de los Muertos. Das sind die beiden Zitate, die Hrundi V. Bakshi auf der Party immer wieder anbringt.
- Der Partyschreck war Elvis Presleys Lieblingsfilm.